# Raimondo Manzini (diplomatico)
Raimondo Manzini (Bologna, 25 novembre 1913 – Wimbledon, 12 novembre 2010) è stato un diplomatico italiano, Segretario generale del Ministero degli Affari Esteri dal 1975 al 1977.

## Biografia

### Formazione culturale e primi incarichi diplomatici
Figlio di Giuseppe Manzini, eminente patologo e di Amalia Raschi, si diploma al Liceo classico Luigi Galvani e si laurea con lode all'Università di Bologna. Completa, poi, la sua preparazione in Svizzera, Francia, Inghilterra, negli Stati Uniti - dove, nel 1937, consegue un Master on International Relations - e a Berlino dove, nel 1939, studia diritto internazionale.
Entra nella carriera diplomatica il 15 maggio 1940, a seguito di concorso pubblico dove si classifica al primo posto. La sua prima destinazione è San Francisco, in qualità di vice-console; successivamente è assegnato a Lisbona nella legazione italiana, allora diretta da Renato Prunas. Quando, nel novembre 1943, Prunas è richiamato a Brindisi, allora sede del Governo Badoglio, per assumere l'incarico di Segretario generale del Ministero degli Affari Esteri, porta con sé Manzini, allora addetto consolare.

### La vicenda del ristabilimento di relazioni diplomatiche tra Italia e U.R.S.S.
In quel particolare periodo storico, con il ministro in carica, Raffaele Guariglia, a Roma, prigioniero dei tedeschi, Prunas è investito della responsabilità di ricostruire le relazioni diplomatiche e le strutture del ministero; è però grazie all'azione decisiva di Raimondo Manzini, che Prunas riesce ad ottenere un colloquio segreto, anche se in forma ufficiale, con Andrej Vyšinskij rappresentante dell'Urss nel comitato consultivo affiancato alla Commissione alleata di controllo. Al primo colloquio (Napoli, gennaio 1944), ne segue un secondo, dopo breve tempo, a Salerno. A seguito di tali trattative, il 14 marzo 1944, hanno inizio le relazioni diplomatiche tra l'Italia e l'Unione Sovietica; è il primo successo della politica estera italiana post-fascista. Immediatamente dopo vi è il ritorno di Palmiro Togliatti in Italia e l'iniziativa politica di quest'ultimo che conduce alla svolta di Salerno (aprile 1944), cioè il compromesso tra partiti antifascisti, monarchia e Badoglio, per la formazione di un governo di unità nazionale con la partecipazione dei rappresentanti delle forze politiche presenti nel Comitato di Liberazione Nazionale, accantonando temporaneamente la questione istituzionale.

### Manzini l'anticolonialista
Nel gennaio del 1945, Manzini è destinato a Londra, quale addetto consolare all'ambasciata italiana, cui è preposto Nicolò Carandini. Nel giugno del 1947 è accreditato in qualità di console italiano presso i governi coloniali del Congo Belga, dell'Angola, dell'Africa Equatoriale Francese, della Nigeria e della Costa d'Oro, con sede a Léopoldville; due anni dopo è investito direttamente dal ministro Sforza di una missione presso l'amministrazione militare inglese a Mogadiscio, dove sono stati barbaramente uccisi 52 italiani. Manzini riesce a migliorare i rapporti tra la comunità italiana e le autorità inglesi e a ottenere la sostituzione del capo della polizia militare.
Tali esperienze gli fanno maturare la convinzione dell'imminente fine del colonialismo. Convocato a Roma, rappresenta le sue opinioni al ministro, che le condivide, ma lo investe di una nuova missione a Londra: redigere – insieme all'ambasciatore Tommaso Gallarati Scotti e ai rappresentanti inglesi - il testo di quello che sarà denominato il “compromesso Bevin-Sforza” sul prosieguo della presenza italiana in Africa, contenente un'ipotesi di amministrazione fiduciaria italiana su Eritrea, Somalia e Tripolitania. L'accordo non avrà, per un solo voto, la maggioranza all'assemblea dell'O.N.U..
Successivamente, Manzini esprime anche la sua contrarietà al progetto di Amministrazione fiduciaria italiana della Somalia, che sarà affidato dall' O.N.U. all'Italia nel 1950 e, per tale motivo, entra in dissenso con il Segretario generale Vittorio Zoppi, deciso assertore della presenza italiana in Africa. Manzini chiede di rientrare a Leopoldville, con il grado di Console generale italiano. In Congo, Manzini contrae, prima, una gravissima forma di tifo, poi la malaria e, per tale motivo, è ricoverato d'urgenza all'ospedale di Bruxelles.

### I rapporti con Fanfani e l'iniziativa italiana durante la crisi di Suez
A Bruxelles, Manzini fa la conoscenza di Amintore Fanfani. Ristabilitosi, chiede di essere assegnato (marzo 1951) al consolato di Baden, in Germania, dove prende contatto con il Cancelliere Konrad Adenauer, per conto di Fanfani. Nel 1953, rientra al ministero, alla direzione delle relazioni culturali. Due anni dopo, accompagna Fanfani - all'epoca, segretario politico della Democrazia Cristiana - in Germania e a Washington.
Nel frattempo (1955-1956), si deteriorano i rapporti tra Egitto e Israele e Fanfani invia Manzini in missione speciale al Cairo, per esplorare gli spazi di un autonomo contributo italiano alla soluzione della crisi, all'insaputa del suo superiore diretto, il Segretario generale del ministero, Alberto Rossi Longhi, notoriamente filo franco-britannico. Al Cairo, Manzini incontra due volte il Presidente egiziano Nasser e si rende conto dell'esistenza di un'identità di vedute tra gli Stati Uniti e l'Egitto, pur essendo – al momento - interrotti i rapporti diplomatici tra i due Stati; al contrario, le differenti posizioni tra l'Egitto e i franco-britannici sembrano inconciliabili. Inoltre, Nasser si dichiara contrario al comunismo e alle ingerenze di Mosca in Egitto.
Manzini si offre, allora, di recarsi a Washington, per riferire tutto ciò. Nasser si dichiara d'accordo a riprendere i rapporti con gli Stati Uniti su tali basi: 1) accettazione della sovranità egiziana sul canale; 2) garanzia egiziana sulla libertà di navigazione nel canale; 3) nazionalizzazione del canale con il riconoscimento egiziano degli interessi legittimi degli utenti. Messosi immediatamente in viaggio per gli Stati Uniti, Manzini passa per Roma, dove riferisce a Fanfani l'esito dei suoi colloqui; il segretario DC condivide l'iniziativa di Manzini e lo munisce di una lettera riservata per il Presidente Eisenhower. Il 30 settembre 1956, Eisenhower autorizza il Segretario di Stato statunitense John Foster Dulles a ricevere segretamente Manzini. Dopo di ciò, il diplomatico italiano ha un nuovo colloquio con Abd el-Nasser (6 ottobre 1956) e lo informa della volontà degli Stati Uniti di concordare un piano di regolamentazione permanente dei traffici nel canale. Quando, il 29 ottobre successivo, Israele, Francia e Gran Bretagna attaccano l'Egitto, gli Stati Uniti, anche grazie all'iniziativa di Raimondo Manzini, sono già predisposti verso una soluzione pacifica della crisi e costringono gli invasori a cessare il fuoco e al ritiro delle truppe, evitando l'estendersi di un conflitto ben più grave.
Il 1º luglio 1958, Amintore Fanfani assume la presidenza del Consiglio e Manzini ne diviene Capo di Gabinetto.

### Ambasciatore a Londra e l'opera di mediazione con Malta
Negli anni sessanta, insieme ai colleghi Francesco Malfatti di Montetretto, Girolamo Messeri etc., Manzini fa parte di una cordata di giovani diplomatici particolarmente legati agli ambienti politici, che la stampa di opposizione definisce dei “Mau Mau”.
Dopo essere stato promosso Ministro plenipotenziario di II classe, Manzini è nominato consigliere per gli affari internazionali del Ministro dell'Industria Giuseppe Medici (dicembre 1963). È, poi, rappresentante permanente per l'Italia all'OCSE (1965-1968); durante l'incarico è promosso Ministro plenipotenziario di I classe.
Nel dicembre 1968, Manzini è nominato ambasciatore di grado ed inviato a reggere l'ambasciata italiana a Londra. Durante la sua permanenza presso il governo britannico si segnala per l'opera di mediazione compiuta tra il Regno Unito e il premier maltese Dom Mintoff, nella crisi concernente la chiusura delle basi NATO inglesi sull'isola, prevista da Mintoff per il 31 dicembre 1971.
Le riunioni si trascinavano da mesi senza alcun esito, a Londra e a Bruxelles, tra il Ministro della Difesa britannico Peter Carrington, il Segretario generale della NATO Joseph Luns e il premier maltese. Quest'ultimo, nel prosieguo delle trattative, chiede anche la presenza del governo italiano e il Ministro degli Esteri Moro si fa rappresentare da Raimondo Manzini. Dopo l'ennesima burrascosa riunione, Luns chiede a Manzini un intervento più incisivo dell'Italia.
Manzini s'incontra direttamente con Mintoff, che gli confida di aver ottenuto dal premier libico Muʿammar Gheddafi un prestito di cinque milioni di sterline per essere attratto nel gruppo dei paesi neutrali. Manzini convince Mintoff dei vantaggi per Malta di beneficiare di rapporti più stretti con l'Unione Europea Occidentale; s'impegna inoltre a trovare una soluzione per consentirgli di restituire alla Libia quanto dovuto. Rappresentata la situazione al Presidente del Consiglio Andreotti, quest'ultimo esprime la disponibilità dell'Italia a corrispondere un terzo della cifra dovuta da Malta a Gheddafi, a condizione che la NATO versi il resto. Su tali basi, l'intesa viene raggiunta in sole ventiquattro ore, fugando lo scetticismo di Lord Carrington. L'accordo ufficiale, firmato a Londra il 26 marzo 1972, con la proroga della presenza inglese sull'isola per altri sette anni, è unanimemente considerato un successo della diplomazia italiana.

### Segretario generale del Ministero degli Esteri: l'Italia nel G6
Nel 1975 Manzini lascia Londra ed è nominato Segretario generale del Ministero degli Esteri. In tale periodo cominciano ad essere organizzati i primi incontri tra i capi di governo dei maggiori paesi industrializzati. L'Italia corre il rischio di essere esclusa. Il presidente del Consiglio Aldo Moro e il ministro degli Esteri Mariano Rumor autorizzano una missione del segretario generale della Farnesina. Raimondo Manzini, grazie ai suoi rapporti personali a Parigi, Londra, Bonn e Washington, riesce a far inserire l'Italia in quel vertice, che sarà denominato dei “G6”. Nel novembre dello stesso anno, i capi di Stato dei sei maggiori Paesi occidentali (Francia, Germania Ovest, Gran Bretagna, Stati Uniti, Giappone e Italia) si riuniscono a Rambouillet, nell'hinterland parigino, nel primo vertice di tale livello.
Manzini, mantiene l'incarico di Segretario generale sino a quando, con un anno di anticipo, chiede ed ottiene di essere collocato a riposo (1º dicembre 1977). Trascorre gli ultimi anni della sua lunga esistenza a Wimbledon, in Gran Bretagna, con la moglie e il figlio.

## Opere
- Maurizio Serra, Raimondo Manzini, 1943-1944: rivelazioni sulla ripresa dei rapporti italo-sovietici, Firenza, La Nuova Antologia, 2005.